# محمد عشیق
محمد عشیق (انگلیسی: Mohammed Achik؛ زادهٔ ۱ فوریه ۱۹۶۵) بوکسور اهل مراکش است.
وی در مسابقات کشوری و بین‌المللی در مجموع برندهٔ ۱ مدال برنز شده‌است.